# Heather Armitageová
Heather Joy Armitage, česky Armitageová (později Youngová, poté McClellandová; * 17. března 1933 Kolombo, Srí Lanka) je bývalá britská atletka. Mistryně Evropy v běhu na 100 metrů z roku 1958.
Jejím prvním úspěchem byla bronzová medaile ve štafetě na 4 x 100 metrů na olympiádě v roce 1952. Při další olympiádě v Melbourne v roce 1956 byla členkou stříbrné britské štafety na 4 x 100 metrů. V roce 1958 se ve Stockholmu stala mistryní Evropy v běhu na 100 metrů.

## Osobní rekordy
- 100 m – 11,6 s – 1956
- 200 m – 23,79 s – 1958